# Norrsundet, Pargas
Norrsundet är ett sund i Finland. Det ligger i Pargas i landskapet Egentliga Finland, i den sydvästra delen av landet, 150 km väster om huvudstaden Helsingfors.
Norrsundet ligger mellan Ålön i norr och Stormälö i söder. Det ansluter till Ybbernäsfjärden i öster med Linsorfjärden i väster.